# Ipiristis
Ipiristis là một chi bướm đêm thuộc họ Noctuidae.